# Републикански път II-44
Републикански път II-44 е второкласен път, част от републиканската пътна мрежа на България, преминаващ изцяло по територията на област Габрово. Дължината му е 30,1 km.
Пътят се отклонява надясно при 80,0 km на Републикански път I-4 северозападно от град Севлиево и се насочва на югоизток през Севлиевското поле. Минава през центъра на града, завива на юг и продължава покрай левия бряг на река Росица. След устието на река Видима пътят пресича Росица, минава на десния ѝ браг и продължава на югоизток по широката долина на десния ѝ приток река Лопушница. Преминава последователно през селата Драгановци, Новаковци, Враниловци, Янковци и Поповци и навлиза в град Габрово, като в центъра на града се свързва с Републикански път I-5 при неговия 147,5 km.
От Републикански път II-44 наляво и надясно се отклоняват три третокласни пътя от Републиканската пътна мрежа с четирицифрени номера:
- при 8,5 km, преди моста на река Росица – надясно Републикански път III-4402 (16,9 km) през селата Горна Росица, Гъбене, Смиловци и Райновци до село Враниловци при 20,2 km на Републикански път II-44;
- при 29,4 km, в град Габрово – наляво Републикански път III-4403 (16,5 km) през селата Рязковци, Седянковци, Читаковци, Шипчените, Сейковци и Кози рог до 13,7 km на Републикански път III-4041, югоизточно от село Ловнидол;
- при 30,0 km, в град Габрово – надясно Републикански път III-4404 (20,2 km) през селата Трънито, Дебел дял и Музга до село Гъбене при 9,7 km на Републикански път III-4402.

| Пътища, отклоняващи се надясно (населено място, № на пътя, посока на пътя) | км   | Пътища, отклоняващи се наляво (посока на пътя, № на пътя, населено място) |
| -------------------------------------------------------------------------- | ---- | ------------------------------------------------------------------------- |
| Община Севлиево I-4, 80,0 km →                                             | 0,0  | → 80,0 km, I-4 Община Севлиево                                            |
| (до с. Дебнево) III-404, 6,5 km, гр. Севлиево ←                            | 3,2  | ← гр. Севлиево, 6,5 km, III-404 (от 89,2 km на I-4)                       |
| (за селата Душево и Шумата) общински път ←                                 | 7,4  |                                                                           |
| (до с. Враниловци) III-4402, 0,0 km ←                                      | 8,5  |                                                                           |
| Община Габрово, (за село Горна Росица) общински път ←                      | 12,5 | → общински път (за с. Яворец), община Габрово                             |
|                                                                            | 14,9 | → общински път (за с. Яворец)                                             |
| (за с. Драгиевци) общински път, с. Драгановци ←                            | 16,8 | с. Драгановци                                                             |
| (за с. Новаковци) общински път, с. Драгановци ←                            | 18,1 | с. Драгановци                                                             |
| с. Новаковци                                                               | 18,9 | с. Новаковци                                                              |
| (от 8,5 km на II-44) III-4402, 16,9 km, с. Враниловци →                    | 20,2 | с. Враниловци                                                             |
|                                                                            | 21   | → общински път (за селата Армените и Петровци)                            |
| с. Янковци                                                                 | 22,5 | → с. Янковци, общински път (за с. Милковци)                               |
|                                                                            | 23,6 | → общински път (за с. Чавеи)                                              |
| (за с. Гергини) общински път, с. Поповци ←                                 | 25   | → с. Поповци, общински път (за с. Гледаци)                                |
| (до 3,9 km на III-4404) III-5004, 7,9 km ←                                 | 26,4 | ← 7,9 km, III-5004 (от 141,0 km на I-5)                                   |
| (за кв. „Войново“ на гр. Габрово) общински път ←                           | 27,3 |                                                                           |
| гр. Габрово                                                                | 29,4 | → гр. Габрово, 0,0 km, III-4403 (до 14,5 km на III-4041)                  |
| (до с. Гъбене) III-4404, 0,0 km, гр. Габрово ←                             | 30,0 | гр. Габрово                                                               |
| (до ГКПП Маказа - Нимфея) I-5, 147,5 km, гр. Габрово ←                     | 30,1 | ← гр. Габрово, 147,5 km, I-5 (от Русе)                                    |